# 102 Batalion Ochrony
102 Batalion Ochrony (102 bochr) – pododdział wojsk ochrony Sił Zbrojnych RP.

## Formowanie, zadania, szkolenie
102 Batalion Ochrony został sformowany w pierwszym półroczu 2016 roku, w garnizonie Stargard, w składzie Brygady Wsparcia Dowodzenia Korpusu Północno-Wschodniego, jako jednostka czasu „P”, wcześniej był batalionem skadrowanym przewidzianym do rozwinięcia na czas „W”. Batalion rozlokowano w obiekcie koszarowym nad jeziorem Miedwie niedaleko miejscowości Bielkowo w byłych koszarach 12 Batalionu Zaopatrzenia 12 Dywizji Zmechanizowanej, który został rozformowany w 2012 roku. Batalion przeznaczony jest do zapewnienia funkcjonowania systemu ochrony w czasie prowadzenia operacji przez korpus „Północ-Wschód”.  
30 stycznia 2019 w obiekcie koszarowym 102 batalionu ochrony odbyło się uroczyste wręczenie proporców rozpoznawczych. W czerwcu 2019 wydzielone pododdziały batalionu wraz z jednostkami Brygady Wsparcia Dowodzenia WKPW brały udział w ćwiczeniu Dragon19. W lutym 2020 żołnierze 102 batalionu ochrony wzięli udział w 8 edycji kursu „Pretorian” zorganizowany w 15 Giżyckiej Brygadzie Zmechanizowanej w zakresie procedur ochrony VIP oraz bezpiecznym i skutecznym posługiwaniu się bronią podczas działań taktycznych. 

## Tradycje, symbolika

### Oznaka rozpoznawcza
Decyzją Nr 112/MON Ministra Obrony Narodowej z dnia 9 czerwca 2017 r. nastąpiło wprowadzenie oznaki rozpoznawczej zwaną dalej „oznaką” 102 Batalionu Ochrony Brygady Wsparcia Dowodzenia Wielonarodowego Korpusu Północny Wschód:
- datę dorocznego święta obchodzi się w dniu 30 czerwca;
- oznakę rozpoznawczą[9]

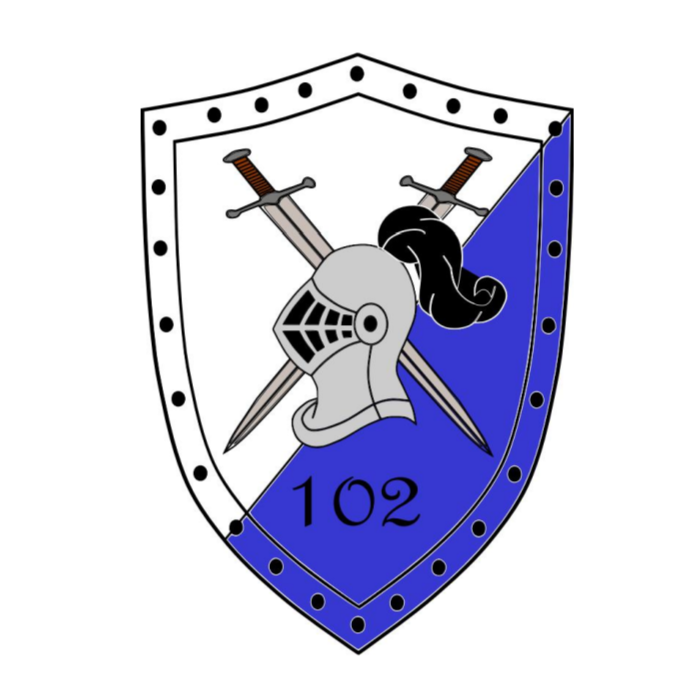
Oznaka rozpoznawcza na mundur wyjściowy
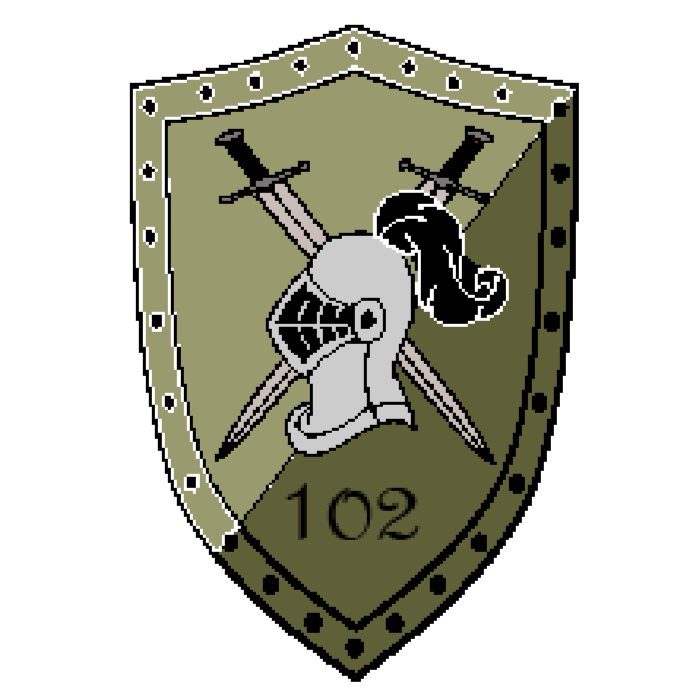
Oznaka rozpoznawcza na mundur polowy

### Sztandar, odznaka, proporce rozpoznawcze, proporczyk

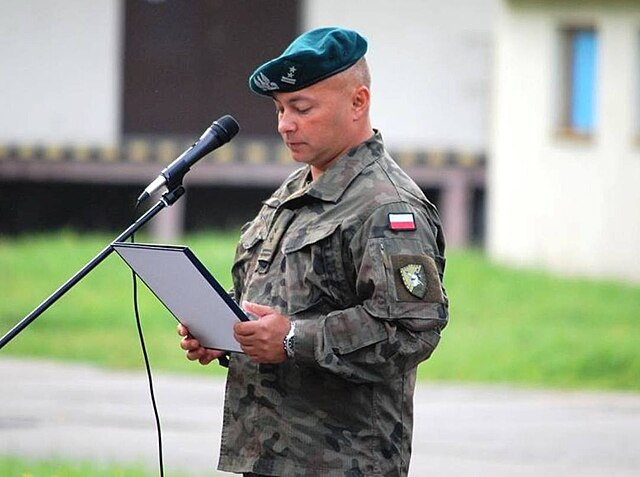
Poprzedni Dowódca 102 batalionu ochrony - ppłk Rafał Jędro

Postanowieniem Prezydenta Rzeczypospolitej Polskiej z dnia 4 sierpnia 2023 r. 102 batalion ochrony został wyróżniony nadaniem sztandaru jednostki wojskowej. 
Decyzją Nr 106/MON Ministra Obrony Narodowej z dnia 24 sierpnia 2018 r. nastąpiło wprowadzenie odznaki pamiątkowej, proporców rozpoznawczych oraz proporczyka na beret żołnierzy 102 Batalionu Ochrony Brygady Wsparcia Dowodzenia Wielonarodowego Korpusu Północny Wschód:
- odznakę pamiątkową[1]
- proporców rozpoznawczych, proporczyk na beret[1]

Odznaka pamiątkowa, zwana „odznaką”, 102 Batalionu Ochrony Brygady Wsparcia Dowodzenia Wielonarodowego Korpusu Północny-Wschód, stanowi formę uhonorowania żołnierzy i pracowników wojska za nienaganną służbę i pracę oraz jest symbolem przynależności środowiskowej.
Odznakę Batalionu stanowi tarcza otoczona wieńcem dębowo-laurowym. Tarcza podzielona jest na cztery pola. Lewe górne pole jest białe, prawe dolne – niebieskie. Pozostałe dwa pola są szare. Na dolnym lewym polu umieszczony jest herb województwa zachodniopomorskiego. Na prawym górnym polu znajduje
się liczba 102. Nad tarczą umieszczony jest srebrny hełm rycerski.

Insygnia
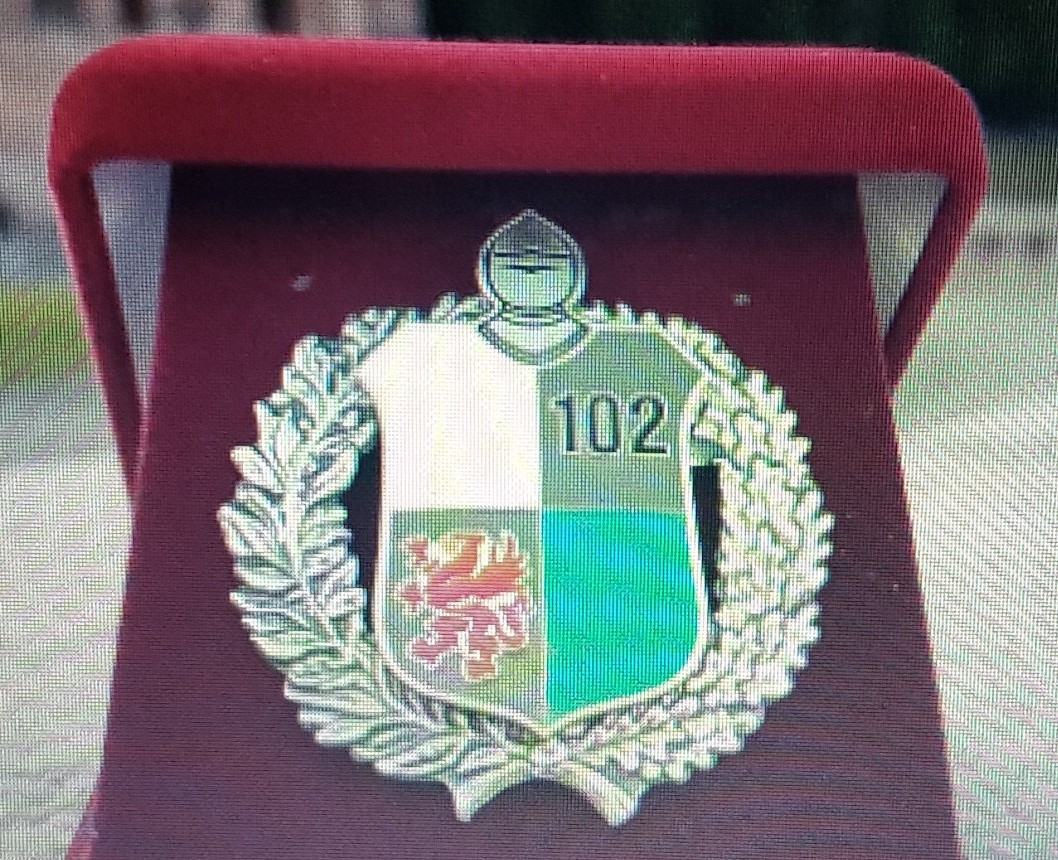
Odznaka pamiątkowa
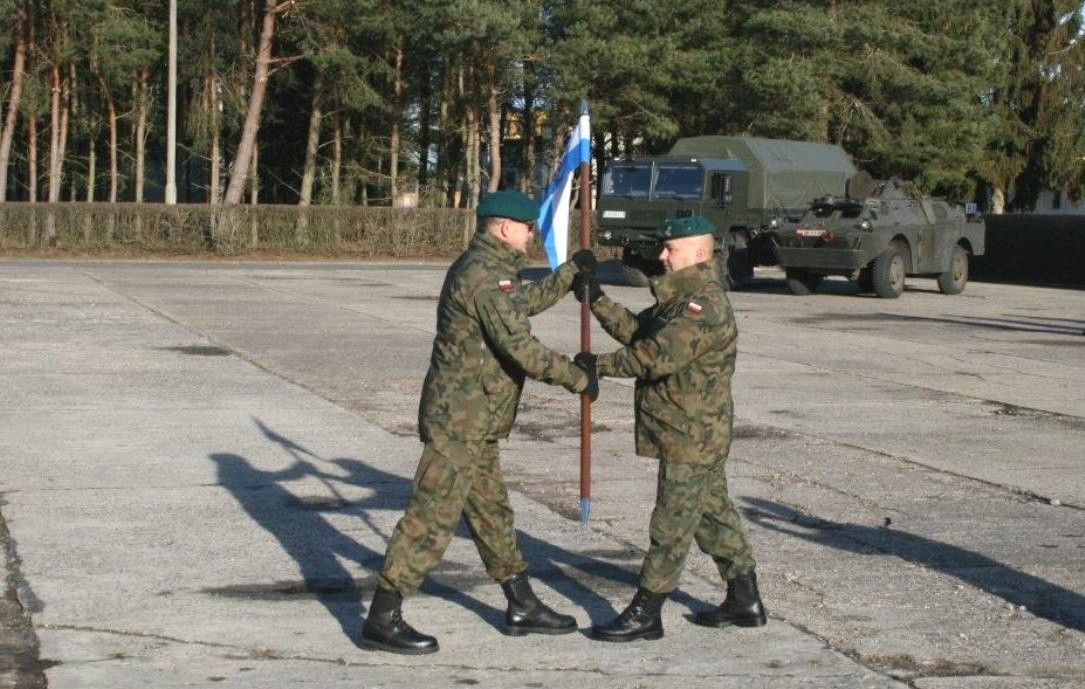
Proporzec dowódcy
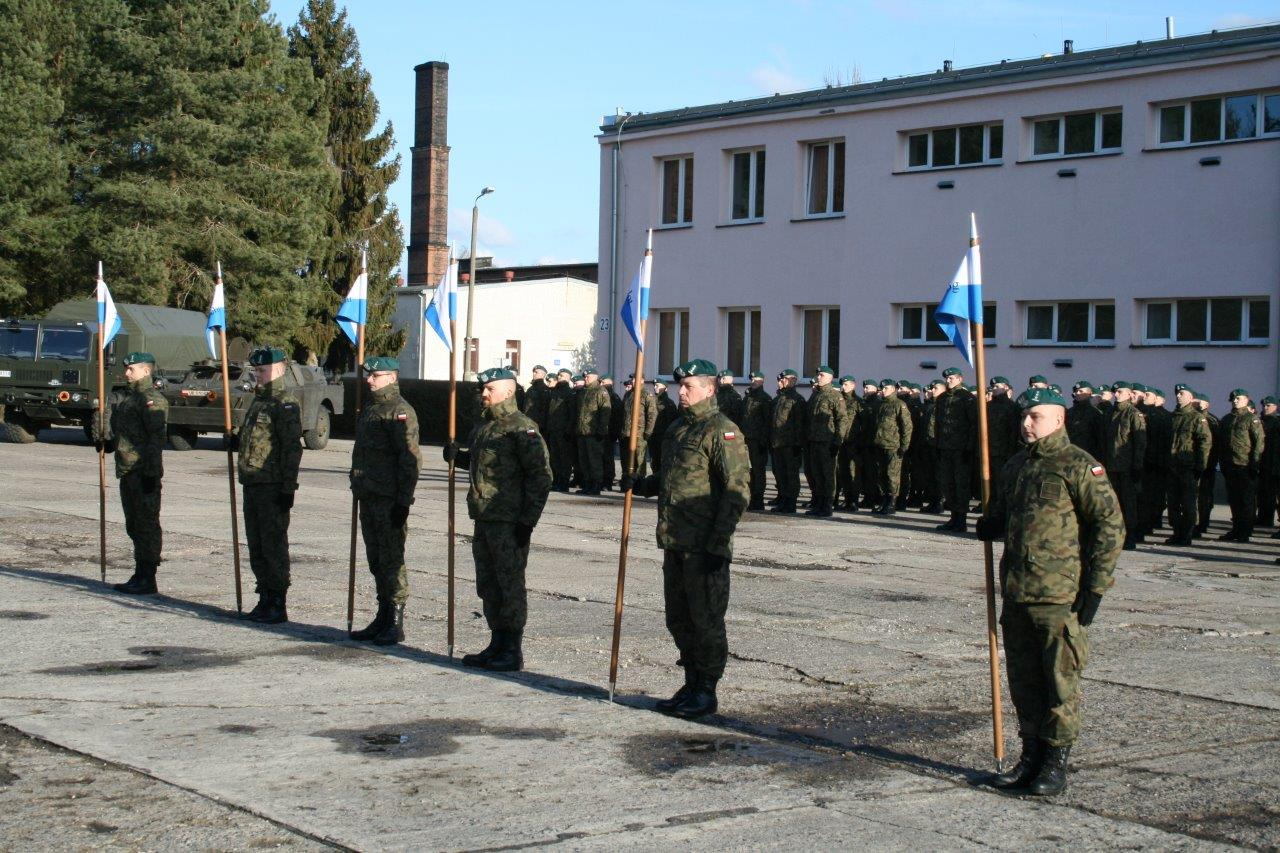
Proporce pododdziałowe
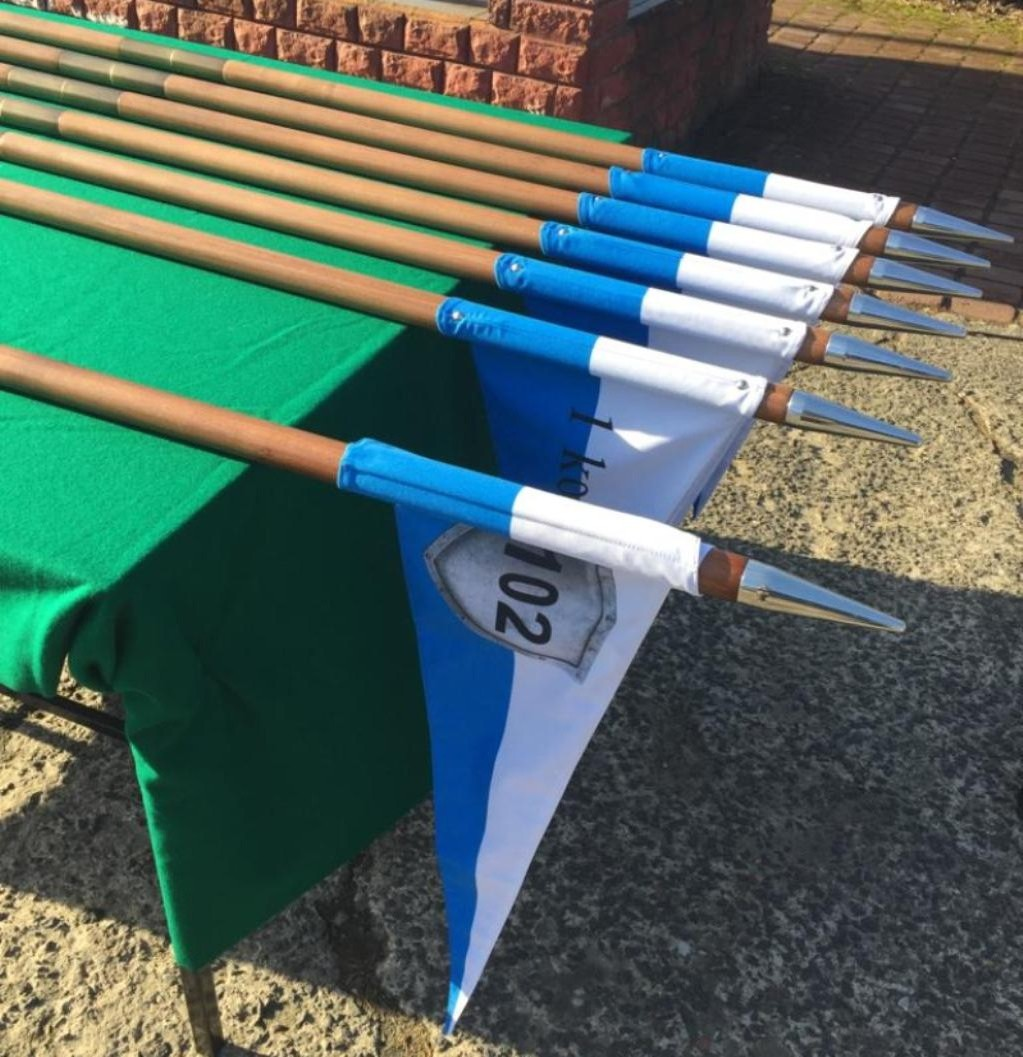
Proporce 102 batalionu
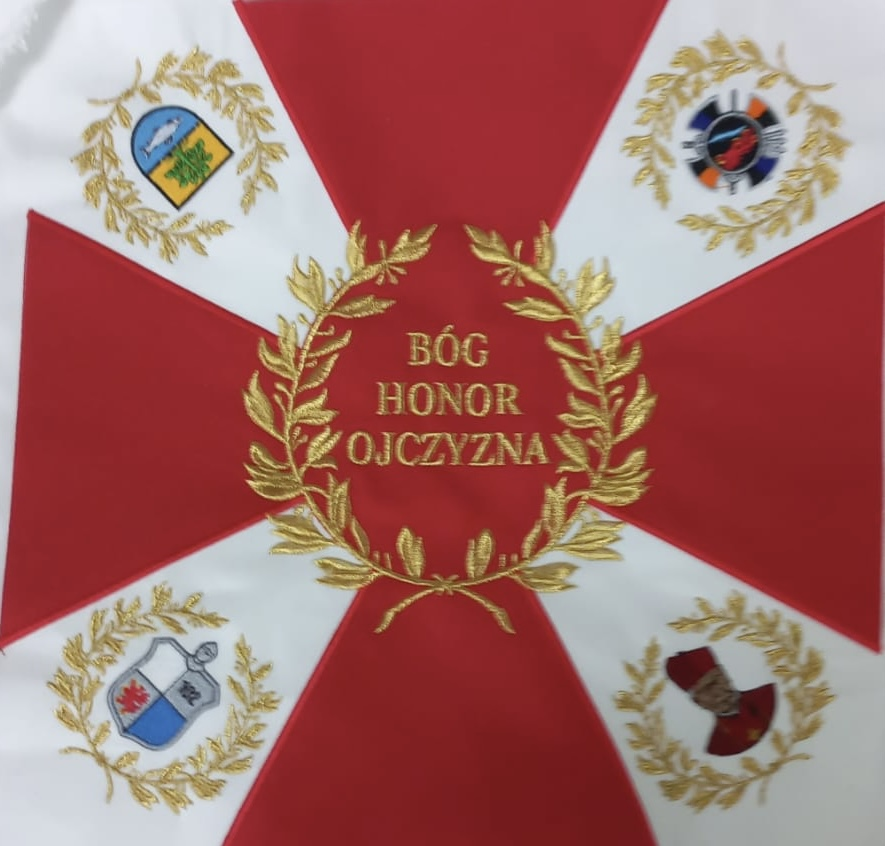
Sztandar 102 batalionu ochrony
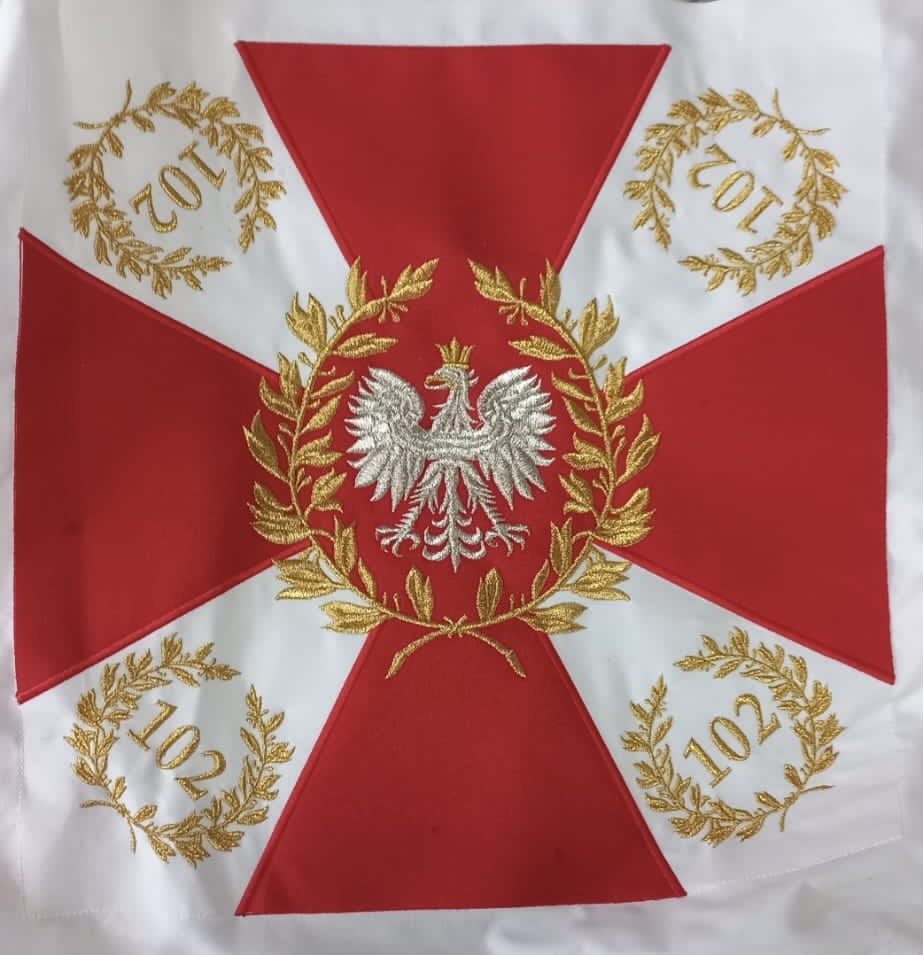
Sztandar 102 batalionu ochrony
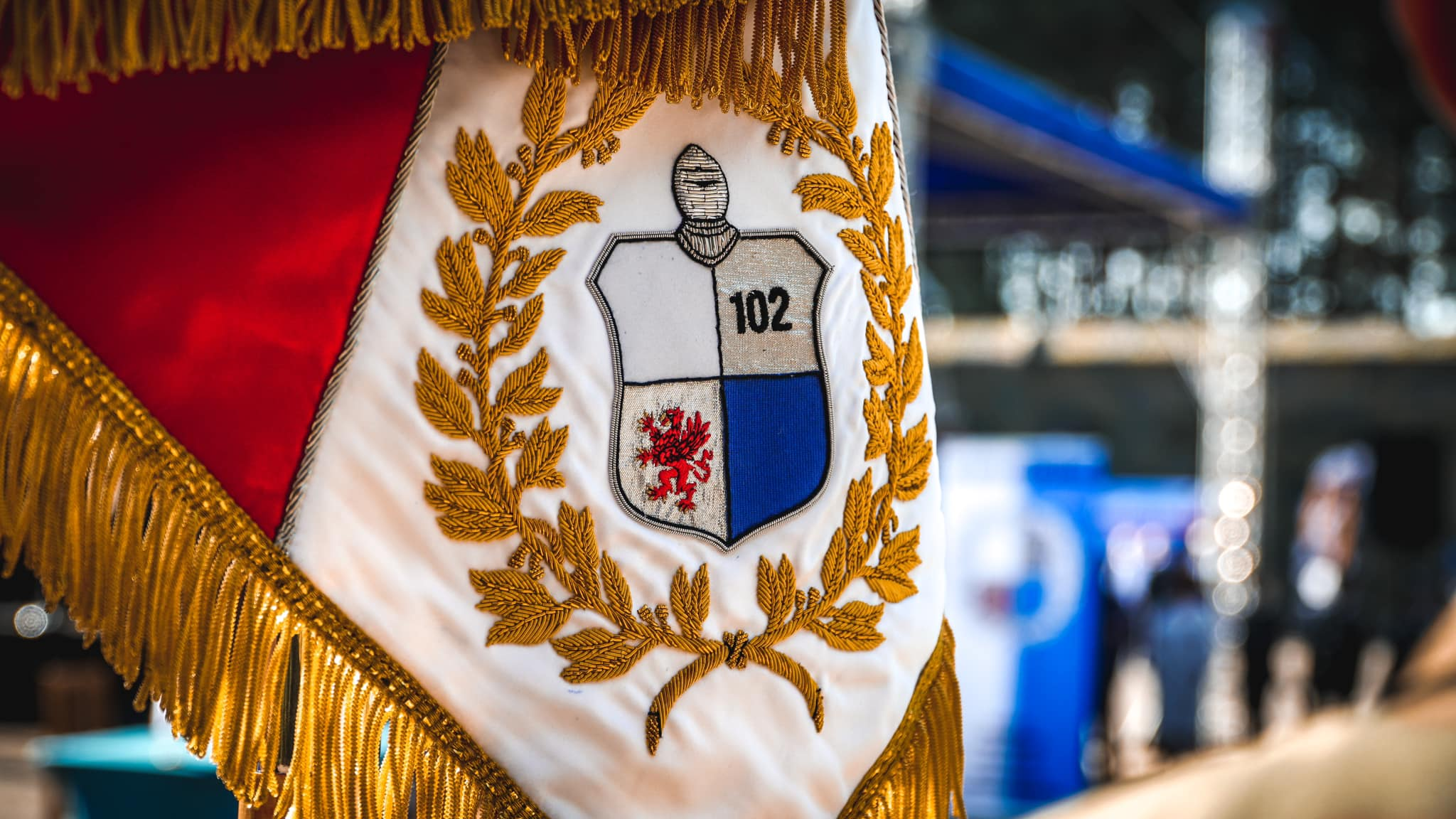
Sztandar 102 batalionu ochrony
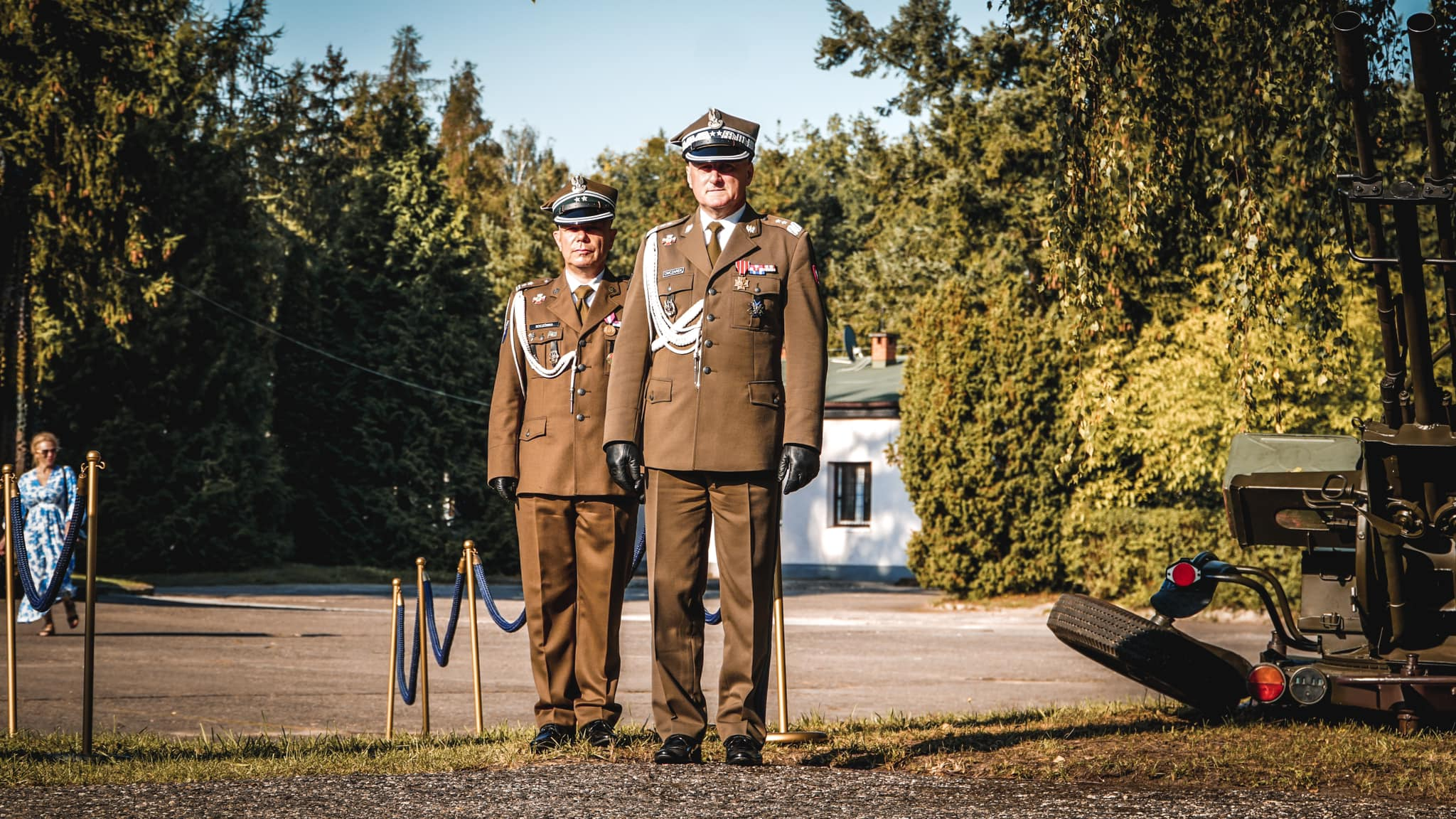
Wręczenie Sztandaru
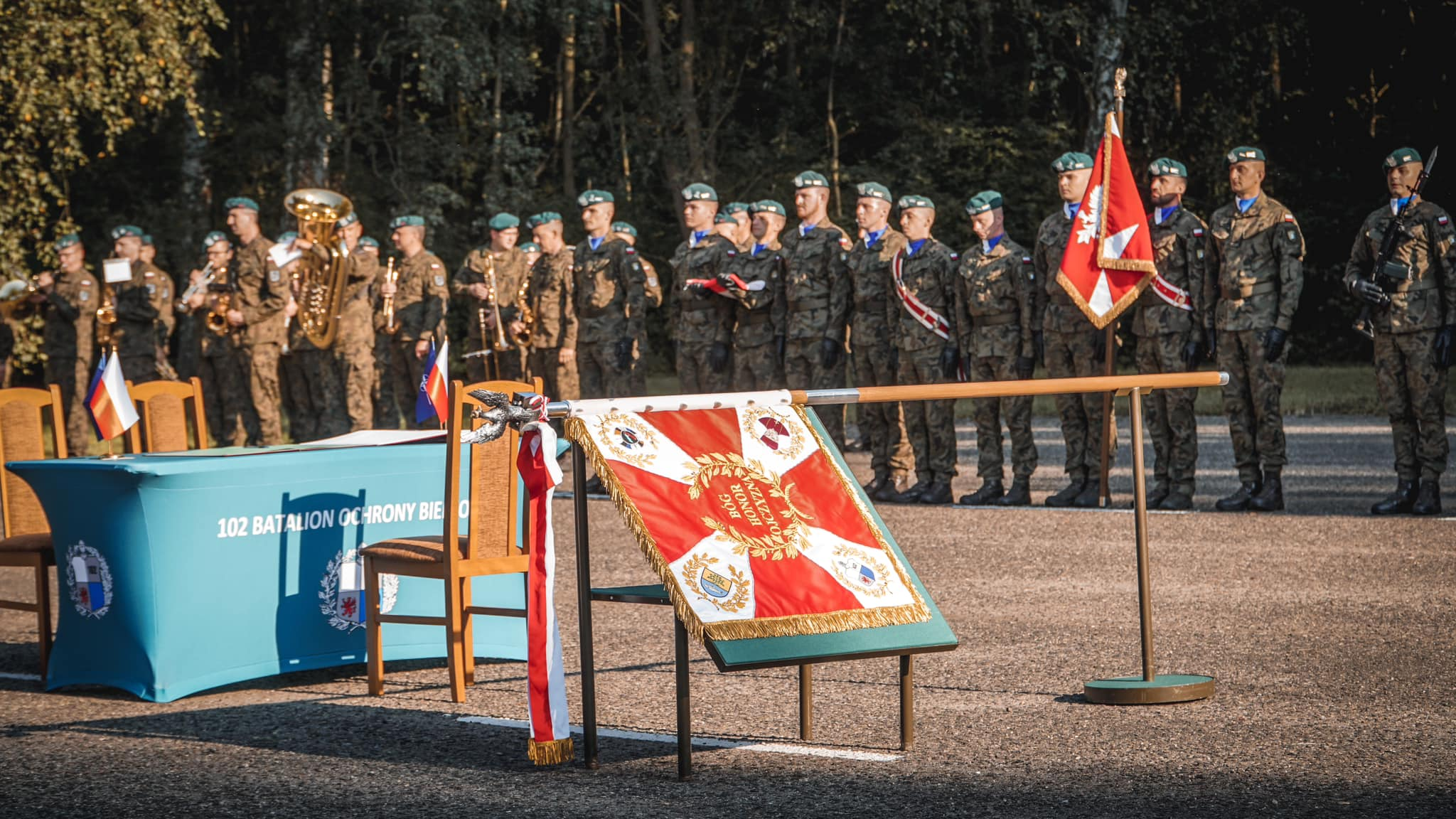
Wręczenie Sztandaru
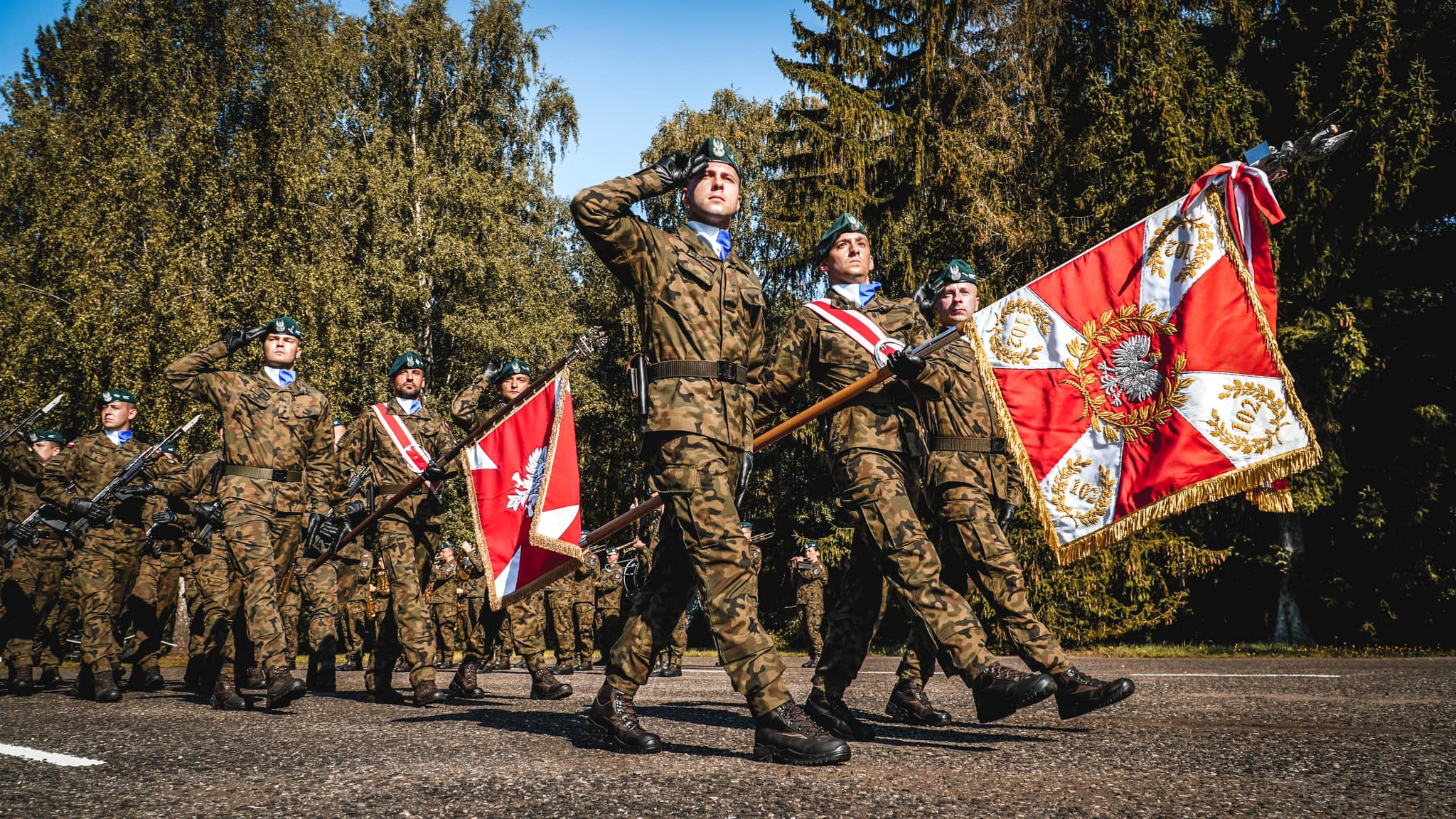
Wręczenie Sztandaru

## Struktura

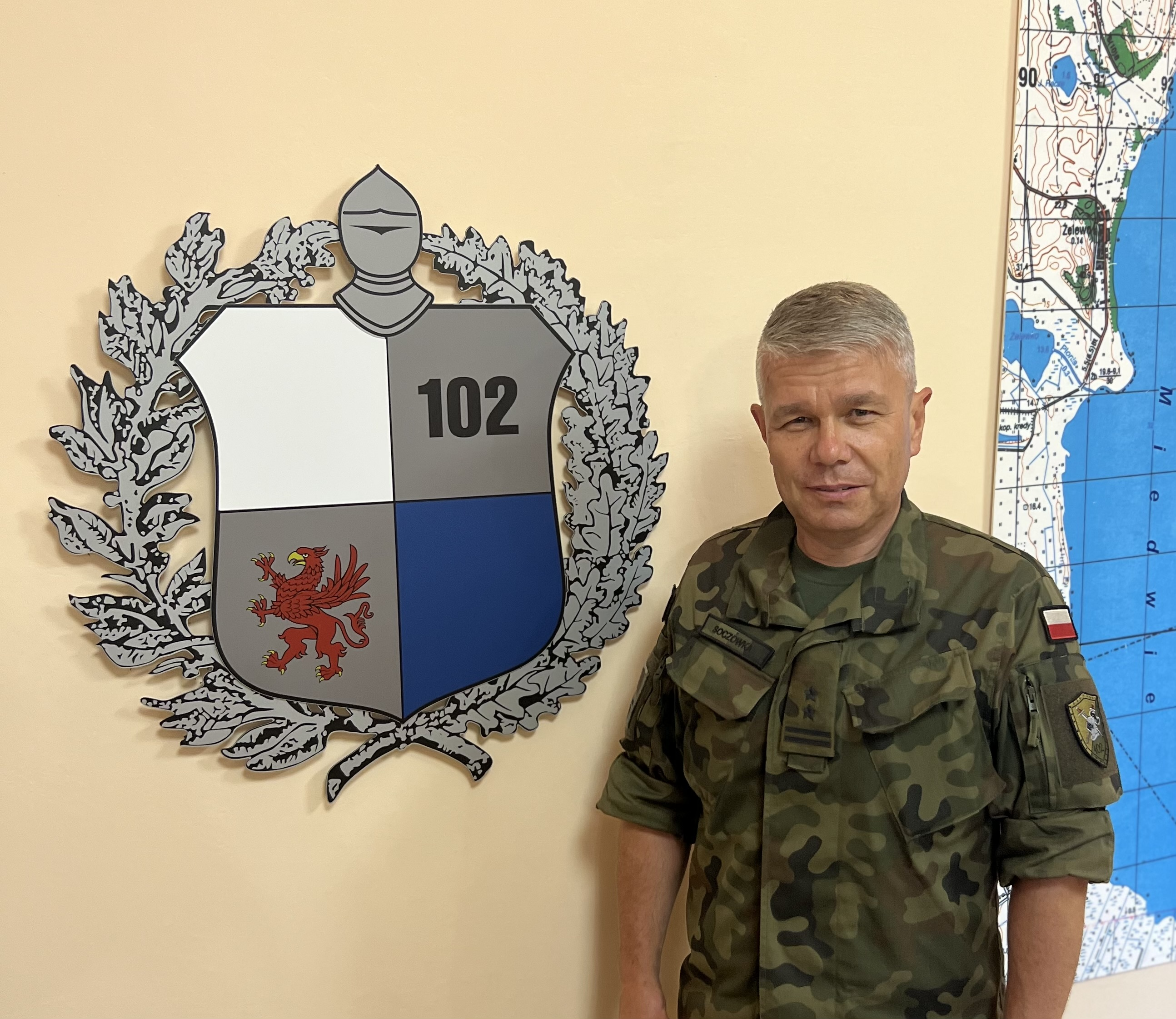
Obecny dowódca batalionu - ppłk Roman H. Soczówka

W skład 102 batalionu ochrony wchodzą:
- dowództwo i sztab
- pluton dowodzenia

- 1 kompania ochrony

- 2 kompania ochrony
- 3 kompania ochrony
- kompania inżynieryjna
- bateria przeciwlotnicza

- kompania logistyczna
- pluton rozpoznania skażeń
- Zespół Zabezpieczenia Medycznego

## Dowódcy batalionu
- mjr Rafał Jędro (cz.p.o. 01.2016–28.04.2016)
- ppłk Rafał Jędro (29.04.2016–03.07.2023)
- ppłk Roman H. Soczówka (03.07.2023–obecnie)

## Podporządkowanie
- Dowództwo Brygady Wsparcia Dowodzenia Wielonarodowego Korpusu Północny-Wschód

## Podstawowy sprzęt, uzbrojenie
102 batalion ochrony dysponuje sprzętem i uzbrojeniem:

- pojazdy opancerzone BRDM-2
- armaty przeciwlotnicze ZU-23-2
- osobowo-towarowy samochód terenowy Honker, Ford Ranger
- samochody ciężarowe: Jelcz 442, Star 266, Star-944
- samochody Iveco Stralis (o dużej ładowności)
- samochody Iveco Tracker
- cysterny wodne Jelcz 662CW
- moździerze piechoty LM 60 (60 mm)
- ręczny granatnik przeciwpancerny RPG-7
- karabin maszynowy km UKM
- karabiny wyborowe TRG (7,62 mm), Alex (7,62 mm)
- kbs Beryl (5,56 mm)
- radiostacje cyfrowe i telefony satelitarne
- hełmy kompozytowe
- kamizelki kuloodporne
- celowniki noktowizyjne